# Neuseeländische Cricket-Nationalmannschaft in England in der Saison 1973
Die Tour der neuseeländischen Cricket-Nationalmannschaft nach England in der Saison 1973 fand vom 7. Juni bis zum 20. Juli 1973 statt. Die internationale Cricket-Tour war Bestandteil der Internationalen Cricket-Saison 1973 und umfasste drei Tests und zwei ODIs. England gewann die Test-Serie 2–0 und die ODI-Serie 1–0.

## Vorgeschichte
Für beide Mannschaften war es die erste Tour der Saison.
Das letzte Aufeinandertreffen der beiden Mannschaften bei einer Tour fand in der Saison 1970/71 in Neuseeland statt.

## Stadien
Die folgenden Stadien wurden für die Tour als Austragungsort vorgesehen.
| Stadion                             | Stadt      | Kapazität | Spiele  |
| ----------------------------------- | ---------- | --------- | ------- |
| Headingley Stadium                  | Leeds      | 17.000    | 3. Test |
| Lord’s Cricket Ground               | London     | 30.000    | 2. Test |
| Old Trafford Cricket Ground         | Manchester | 19.000    | 1. ODI  |
| Trent Bridge                        | Nottingham | 15.350    | 1. Test |
| St Helen’s Rugby and Cricket Ground | Swansea    | 4.500     | 1. ODI  |

## Kaderlisten
Die beiden Mannschaften benannten die folgenden Kader.
| Test | Test | ODI | ODI |
| England | Neuseeland | England | Neuseeland |
| --- | --- | --- | --- |
| - Ray Illingworth (K) - Dennis Amiss - Geoff Arnold - Geoff Boycott - Keith Fletcher - Norman Gifford - Tony Greig - Alan Knott (wk) - Tony Lewis - Chris Old - Graham Roope - John Snow - Derek Underwood | - Bevan Congdon (K) - Mark Burgess - Richard Collinge - Dayle Hadlee - Richard Hadlee - Brian Hastings - Hedley Howarth - John Parker - Vic Pollard - Bruce Taylor - Glenn Turner - Ken Wadsworth (wk) | - Ray Illingworth (K) - Dennis Amiss - Geoff Arnold - Geoff Boycott - Keith Fletcher - Tony Greig - Frank Hayes - Alan Knott (wk) - Peter Lever - Graham Roope - John Snow - Derek Underwood | - Bevan Congdon (K) - Mark Burgess - Richard Collinge - Richard Hadlee - Brian Hastings - Hedley Howarth - Vic Pollard - Rodney Redmond - Bruce Taylor - Glenn Turner - Ken Wadsworth (wk) |

## Tests

### Erster Test in Nottingham
| 7. – 12. Juni Scorecard | Nottingham | England 250 (107.4) & 325-8d (97) | – | Neuseeland 97 (41.4) & 440 (188.1) |
|                         |            | England gewinnt mit 38 Runs       |   |                                    |

England gewann den Münzwurf und entschied sich als Schlagmannschaft zu beginnen.

### Zweiter Test in London
| 21. – 26. Juni Scorecard | London (Lord’s) | England 253 (106) & 463-9 (196) | – | Neuseeland 551-9d (204.5) |
|                          |                 | Remis                           |   |                           |

Neuseeland gewann den Münzwurf und entschied sich als Feldmannschaft zu beginnen.

### Dritter Test in Leeds
| 5. – 10. Juli Scorecard | Leeds | Neuseeland 276 (98.4) & 142 (70.3)          | – | England 419 (145.1) |
|                         |       | England gewinnt mit einem Innings und 1 Run |   |                     |

Neuseeland gewann den Münzwurf und entschied sich als Schlagmannschaft zu beginnen.

## One-Day Internationals

### Erstes ODI in Swansea
| 18. Juli Scorecard | Swansea | Neuseeland 158 (52.5/55)      | – | England 159-3 (45.3/55) |
|                    |         | England gewinnt mit 7 Wickets |   |                         |

Neuseeland gewann den Münzwurf und entschied sich als Schlagmannschaft zu beginnen. Als Spieler des Spiels wurde Dennis Amiss ausgezeichnet.

### Zweites ODI in Manchester
| 20. Juli Scorecard | Manchester | England 167-8 (58.3/55) | – | Neuseeland |
|                    |            | No Result               |   |            |

Neuseeland gewann den Münzwurf und entschied sich als Feldmannschaft zu beginnen.